# Az eltűnt járat
Az Eltűnt járat (The flight that disappeared) 1961-ben bemutatott amerikai misztikus-fantasztikus film egy repülőgép eltűnéséről, majd egy nappal későbbi megkerüléséről.

## Cselekmény
1961, a berlini válság éve, a hidegháború egyik tetőpontja. Az emberiség az atomháború fenyegetésének az árnyékában él. A Transco légitársaság négymotoros DC–6-os repülőgépe 8 órás non-stop repülésre indul Los Angelesből Washingtonba, várható érkezés az esti órákban. Ezen a járaton most közlekedik utoljára légcsavaros gép, a legközelebbi már sugárhajtású lesz, fele ekkora utazási idővel. 
Az utasok között van Dr. Carl Morris atomtudós, kolléganője  Marcia Paxton matematikus, valamint tőlük független utasként  Tom Endicott rakétamérnök. Morris a béta-bomba, az egy egész országot, sőt, akár egy egész kontinenst is elpusztítani képes szuperfegyver elméleti alapjain dolgozik, Paxton a szükséges számításokat végzi hozzá. Endicott egy újfajta, minden eddiginél hatékonyabb ballisztikus rakétát tervez. Mindhármukat váratlanul a Pentagonba hívták, minden bizonnyal a bomba és a rakéta ügyében. Endicott véletlenül a Paxton melletti ülést kapja, később összeismerkednek.
Az út, bár kissé viharosnak ígérkezik, eleinte simán megy. Alkonyodik, az utasok beszélgetnek, vacsoráznak, a pilótafülkében azonban problémák adódnak. A gép minden ok nélkül emelkedni kezd, a magassági kormányra nem reagál. Értesítik a légiirányítási központot, de ott is tanácstalanok. Besötétedik, az emelkedés megállíthatatanul folytatódik. Olyan magasságba kerülnek, ahová légcsavaros gép nem juthat fel. Oxigénhiány kezd fellépni, a pilóták és az utasok sorra rosszul lesznek. A légikísérők beüzemelik a légzőmaszkokat, majd előveszik a hordozható oxigénpalackokat. 16 kilométeres magasságban leállnak a motorok, de a gép továbbra is a magasban marad, nem zuhan le. A gép oxigénkészlete kifogy, mindenki az eszméletét veszti. Éjfél felé, órákkal az üzemanyag számított kifogyása után az eltűnt gépet keresni kezdik, de sehol nem találják. 
Morris, Endicott és Paxton arra ébrednek, hogy világos van, a gép egy ködös, sziklás helyen áll, rajtuk kívül mindenki eszméletlen. Paxton észreveszi, hogy nem jár az órája és nem ver a szíve, mégis életben van. Hárman a gép ajtajához mennek, ahol egy különös férfi, a Vizsgáló várja őket. Közli, egy téren és időn kívüli dimenzióba kerültek, ahol nincs jövő, nincs múlt, csak az örökös, befagyott jelen. 
Azért kerültek ide, hogy vádat emeljenek ellenük a meg nem születettek nevében, a világ elpusztítása miatt. A hármuk ötlete által majdan kifejlesztett bomba és az azt célba juttató szuperrakéta miatt pár év múlva kitör a világháború.  A béta-bomba pusztító hatása sterilizálja a földet, mindennemű élet kipusztul. Védekezésüket, hogy nem csináltak semmit az elméleti kutatáson és tervezésen kívül nem fogadják el, mindhárman bűnösök. Büntetésük, hogy nem térhetnek vissza a saját világukba, örökre itt kell maradniuk, így nem alkothatják meg a világpusztító fegyvereiket, a földi élet ezáltal megmenekül. 
Ekkor érkezik egy idősebb férfi, a Bölcs. Felülbírálja az előző döntést, az emberi társadalmat nem lehet felülről, egy magasabb erkölcsi szintről megítélni, a jövőből nem lehet elítélni a múltat, a jövőben elkövetendő cselekményeket sem lehet elítélni, mielőtt azok végbemennének, ezek itt hárman visszamehetnek a saját idejükbe. Ha itt tartanák őket, hogy ezzel akadályozzák meg a majdan kitörő háborút, az a természet rendjébe való beavatkozást jelentené. Az időnkívüliek egyet tehetnek, imádkozzanak, hogy ennyi is elég volt a majdani szörnyűségek elkerüléséhez. 
Endicott arra ébred, hogy a gépen minden rendben, hamarosan leszállnak Washingtonban, sem a személyzet, sem a többi utas nem tapasztalt rendellenességet. Először szinte sokkos állapotba kerül, majd álomnak véli az egészet, míg ki nem derül, hogy mindhárman ugyanezt álmodták. A gép leszáll pontosan a menetrend szerinti időben. A kapitány csodálkozik, hogy a társaság forgalmi igazgatója fogadja a gép mellett, hiszen sima, eseménytelen út volt és pontosan időben érkeztek. Csak az a probléma, hogy kerek egy nappal később. A három tudós számára ez az egy nap kiesés bizonyítja, hogy mindez valóban megtörtént velük. Belátják, ha nem változtatnak, miattuk fog a Föld elpusztulni, ekkor Morris a béta-bomba elvét tartalmazó noteszét összetépi és a szemétbe dobja. A Föld megmenekül.

## Szereplők
- Craig Hill - Tom Endicott, rakétamérnök
- Paula Raymond - Marcia Paxton, matematikus
- Dayton Lummis - Dr. Carl Morris, atomtudós
- Gregory Morton - a Vizsgáló
- Addison Richards - a Bölcs
- John Bryant	- Hank Norton, a gép kapitánya
- Brad Trumbull - Jack Peters, másodpilóta
- Jerry James	- Ray Houser, fedélzeti mérnök
- Bernadette Hale	- Joan Agnew, légikísérő
- Nancy Hale - Barbara Nielsen, légikísérő
- Roy Engel	- Jameson, a Morris mellett ülő utas
- Harvey Stephens - Walter Cooper, a pszichiátriáról kiengedett, háborúmániás utas
- Meg Wyllis - Helen Cooper, Walter vak felesége
- Francis De Sale - George Manson, a légitársaság ügyeletének vezetője
- Jack Mann - Garrett, pilóta a légitársaság ügyeletén